# روجر كيربي
روجر كيربي (بالإنجليزية: Roger Kirby)‏ هو مصارع محترف أمريكي، ولد في 14 ديسمبر 1939 في مونسي في الولايات المتحدة، وتوفي في 18 مارس 2019 بسبب ذات الرئة.

## روابط خارجية
- روجر كيربي على موقع CageMatch worker (الإنجليزية)